# Liste der Monuments historiques in Bringolo
Die Liste der Monuments historiques in Bringolo führt die Monuments historiques in der französischen Gemeinde Bringolo auf.

## Liste der Bauwerke
| Bezeichnung                              | Beschreibung                       | Standort | Kennzeichnung | Schutzstatus | Datum     | Bild           |
| ---------------------------------------- | ---------------------------------- | -------- | ------------- | ------------ | --------- | -------------- |
| Kirche Notre-Dame                        | Erbaut im 17. Jahrhundert          | (Lage)   | PA00089042    | Inscrit      | 1927      | weitere Bilder |
| Château de la Grand’Ville mit Taubenturm | Schloss, erbaut im 17. Jahrhundert | (Lage)   | PA00089041    | Inscrit      | 1987 2012 | weitere Bilder |

## Liste der Objekte

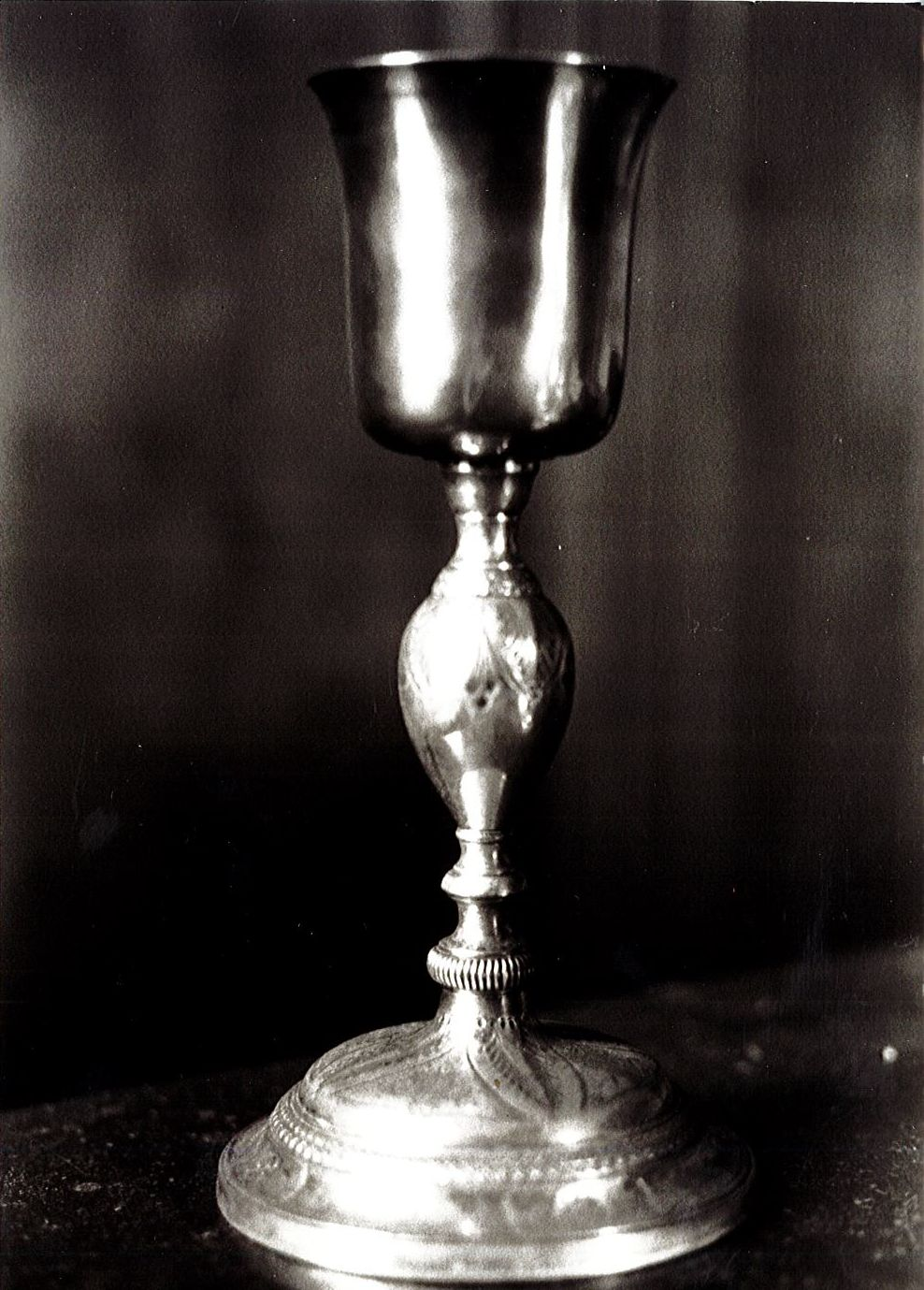
Kelch (um 1800) in der Kirche Notre-Dame

- Monuments historiques (Objekte) in Bringolo in der Base Palissy des französischen Kultusministeriums